# At Viengkham
At Viengkham (laotisch ແອັດ ວຽງຄຳ, * 24. Oktober 2000 in Sam Neua) ist ein laotischer Fußballspieler.

## Karriere

### Verein
At Viengkham spielt seit der Saison 2019 beim Erstligisten Master 7 FC. Mit dem Verein aus der Hauptstadt Vientiane feierte er 2019, 2020, 2022 und 2023 die laotische Vizemeisterschaft. Ende 2023 wurde sein Vertrag nicht verlängert.

### Nationalmannschaft
At Viengkham spielte 2022 fünfmal in für die laotische U23-Nationalmannschaft. Sein Debüt in der A-Nationalmannschaft gab er am 24. September 2022 in einen Freundschaftsspiel gegen die Malediven. Bei der 3:1-Niederlage stand er in der Startelf und spielte die kompletten 90 Minuten.

## Erfolge
Master 7 FC
- Laotischer Vizemeister: 2019, 2020, 2022, 2023